# Добыш, Фёдор Иванович
Фёдор Иванович Добыш (1906—1980) — советский военный деятель. Участник Японо-Китайской, Советско-финской и Великой Отечественной войн. Один из создателей Ракетных войск стратегического назначения. Генерал-полковник (1962). Командующий 50-й ракетной армией.

## Биография

### Начало пути
Фёдор Иванович Добыш родился 5 марта (21 февраля — по старому стилю) 1906 года в деревне Коханово Чериковского уезда Могилёвской губернии Российской империи (ныне Чериковский район Могилёвской области Республики Беларусь) в бедной крестьянской семье. Белорус. Окончил сельскую церковно-приходскую школу. В семье Добышей было ещё шестеро детей, и чтобы прокормить большую семью с малых лет Фёдору Ивановичу приходилось работать в крестьянском хозяйстве отца. Когда ему исполнилось 18 лет, он подался на заработки в Климовичи, где устроился на работу в коммунхоз помощником столяра. Проработав в Климовичах около года, Фёдор Иванович уехал в Донецк, где нанялся рабочим в строительное бюро на станции Рутченкова. В 1926 году началось строительство Днепровской ГЭС. Привлечённый высокими заработками для разнорабочих, Фёдор Иванович уехал в Запорожье и устроился в Днепрострой. Но на строительстве не хватало квалифицированных рабочих, и ему предложили получить специальность слесаря в вечерней школе для рабочих, организованных руководством Днепростроя. С 1927 года Фёдор Иванович уже числился в штате организации слесарем-монтажником. Через некоторое время его поставили машинистом компрессорной установки на одном из заводов жидкого воздуха. Одновременно Фёдор Иванович поступил на вечернее отделение Запорожского электромеханического института.
Жизнь Ф. И. Добыша круто изменилась в октябре 1928 года, когда его призвали в Рабоче-крестьянскую Красную Армию. Срочную службу ему предстояло нести в Борисове в 4-м стрелковом полку 2-й Белорусской дивизии Белорусского военного округа. С 5 ноября 1928 года красноармеец Добыш уже курсант полковой школы. В 1929 году Фёдор Иванович вступает в члены ВКП(б) и даже избирается в горсовет города Борисова. В октябре 1929 года он с отличием заканчивает учёбу в полковой пехотной школе, и его как отличника боевой и политической подготовки направляют на учёбу в объединённую Белорусскую военную школу имени ЦИК БССР в Минске. По завершении учёбы молодой офицер получает назначение на должность командира взвода 98-го стрелкового полка Белорусского военного округа, который дислоцировался в городе Быхове. Взвод Добыша быстро становится лучшим в части и командование полка рекомендует Фёдора Ивановича для дальнейшего обучения. В мае 1932 года его направляют в Москву на курсы единоначальников при объединённой военной школе имени ВЦИК. После окончания учёбы в ноябре 1932 года Ф. И. Добыш возвращается в полк и принимает под командование стрелковую роту. Сослуживцы прочат Фёдору Ивановичу блестящую карьеру, но он вновь решает круто поменять свою судьбу.
В начале 30-х годов Красная Армия остро нуждалась в кадрах для Красного Воздушного Флота. В феврале 1933 года Ф. И. Добышу предложили перейти в авиацию, и Фёдор Иванович согласился. По спецнабору ЦК ВКП(б) он был направлен во 2-ю Борисоглебскую лётную школу командиров звеньев. После окончания лётной школы Ф. И. Добыш получил назначение на должность командира самолёта-разведчика Р-6 4-й дальнеразведывательной авиационной эскадрильи Белорусского военного округа, которая дислоцировалась в Смоленске. В июле 1935 года Ф. И. Добыш был произведён в старшие лётчики и назначен командиром авиационного звена. В октябре 1936 года старший лётчик Ф. И. Добыш принял под командование авиаотряд 11-й скоростной бомбардировочной авиационной эскадрильи Белорусского военного округа, которая базировалась на аэродроме Энгельгардтовская на одноимённой железнодорожной станции близ деревни Энгельгардтовская Смоленской области. Весной-летом 1937 года Фёдор Иванович прошёл переподготовку на скоростном фронтовом бомбардировщике СБ. Наступало неспокойное время: в Испании шла гражданская война, 7 июля 1937 года после инцидента на мосту Лугоуцяо (мост Марко Поло) началась Вторая японо-китайская война, страна жила в тревожном ожидании скорой большой войны.

### В небе Китая
В первых числах сентября 1937 года Ф. И. Добыша срочно вызвали в Москву. В ожидании приказа его поселили в армейских казармах, на базе которых шло формирование отрядов добровольцев-интернационалистов. Стало понятно, что предстоит длительная государственная командировка. Неясно было только одно — Испания или Китай. На заседании отборочной комиссии Фёдору Ивановичу предложили стать инструктором ВВС гоминьдановской Китайской Республики и обучить китайских лётчиков боевой работе на бомбардировщиках СБ. 15 сентября 1937 года старший лётчик Ф. И. Добыш вылетел в Алма-Ату, где включился в операцию «Зета». На первом этапе Фёдору Ивановичу предстояло подготовить к перелёту в Китай две группы советских истребителей И-16. Вспоминая об этих событиях он впоследствии писал:

Подготовку истребителей к перелету мы проводили вместе с командиром группы Смирновым. Определили порядок взлета, сбора группы в воздухе и посадки. Аэродромная сеть по маршруту была развита слабо. Большинство аэродромов — полевые, плохо оборудованные. Некоторые из них были расположены 2 тыс. м и более над уровнем моря. Покрытия аэродромов из песка или крупной гальки затрудняли посадку самолётов И-16.
— Ф.И. Добыш. Курс на восток
27 сентября 1937 года в качестве ведущего группы старший лётчик Добыш через промежуточные аэродромы Кульджа и Шихо благополучно привёл 20 истребителей на аэродром Ланьчжоу в провинции Ганьсу. Следом он успешно перегнал вторую группу из 10-ти И-16, после чего вернулся в Алма-Ату для подготовки к перелёту бомбардировщиков СБ. Следующему полёту долго мешала погода, и группа из 8-и СБ вылетела из Алма-Аты лишь в середине ноября. Ненастье преследовало советских лётчиков в течение всего перелёта, и на аэродром Нанкин, с которого им предстояло вести боевую работу, бомбардировщики прибыли вечером 30 ноября 1937 года. Фёдор Иванович был назначен командиром звена в отряд П. Муравьёва.
Ранним утром 2 декабря 1937 года две группы СБ взлетели с аэродрома Нанкин и взяли курс на Шанхай. Первая группа из 18 бомбардировщиков под командованием М. Г. Мачина, в составе которой был и Ф. И. Добыш, атаковала японский аэродром, вторая группа из 9 самолётов нанесла удар по кораблям противника, стоявшим на рейде шанхайского порта. Результаты удара имели для японской военщины тяжёлые последствия. По данным китайской разведки противник потерял 30-35 самолётов. Были взорваны топливные склады, подожжены ангары. Один крупный японский крейсер был потоплен, а шесть других военных кораблей получили серьёзные повреждения. Бомбардировщики же вернулись на свой аэродром, не потеряв ни одного самолёта.
В тот же день японские войска предприняли наступление на Нанкин, и советским лётчикам пришлось спешно менять аэродром. В качестве нового места базирования был выбран Наньчан. В течение декабря группы СБ продолжали наносить бомбовые удары по объектам японской инфраструктуры и скоплениям войск. В паузах между боевыми вылетами советские специалисты занимались подготовкой китайских авиаторов. В декабре они подготовили на самолётах СБ 40-45 боеспособных экипажей. Фёдор Иванович к середине декабря был назначен командиром отряда бомбардировщиков СБ, экипажи которых состояли только из китайцев. 15 декабря 1937 года отряд Добыша принял участие в налёте на аэродром Нанкина, в ходе которого было уничтожено около 40 японских бомбардировщиков. Во второй половине декабря 1937 года отряд Добыша нанёс бомбардировочный удар по группе транспортных и боевых кораблей противника на реке Янцзы. В результате 3 вражеских корабля были потоплены и ещё несколько судов получили различные повреждения.

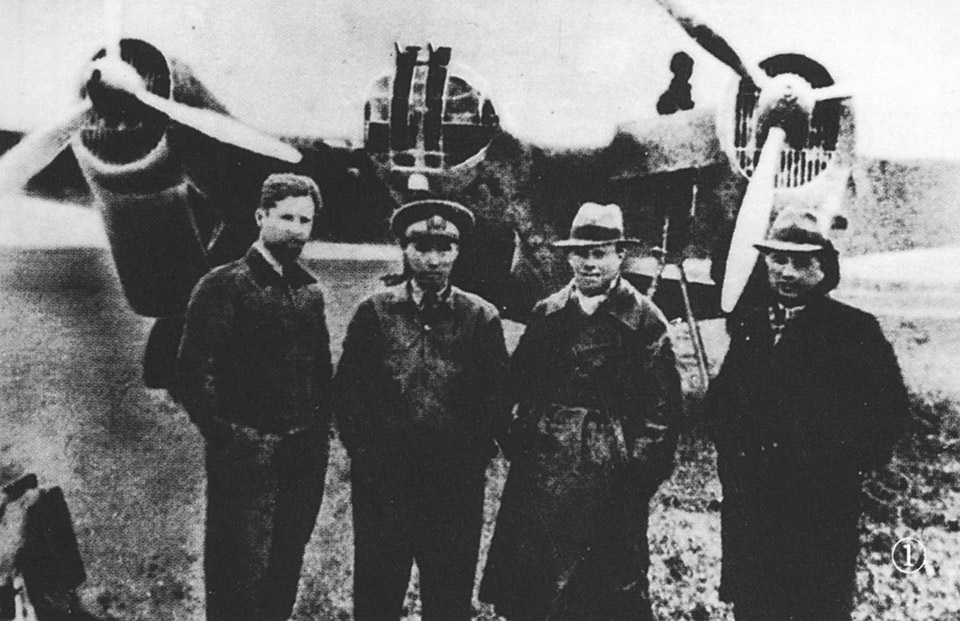
Советские военные специалисты в Китае на фоне бомбардировщика СБ

Зимой 1938 года несмотря на некоторое снижение активности японских войск боевые вылеты советских лётчиков продолжились с прежней интенсивностью. День Красной Армии и Флота они отметили одновременным налётом на аэродромы Шанхая и Тайбэя, находившиеся в глубоком тылу противника. Несколькими днями позже Ф. И. Добыш принимал участие в налётах на железную дорогу Тяньцзинь-Пукоу и переправы через Хуанхэ. Оценивая действия советских пилотов за время своего пребывания в спецкомандировке, Фёдор Иванович впоследствии писал:

За счёт интенсивности боевых вылетов и применения искусных тактических манёвров нам удавалось несколько компенсировать количественное превосходство японской авиации, сдерживать её наступательный порыв, а на отдельных направлениях совместно с наземными войсками даже приостанавливать наступление японских войск.
— Ф.И. Добыш. Курс на восток
В конце мая 1938 года срок командировки Ф. И. Добыша подошёл к концу. В июне Фёдор Иванович вернулся в Москву, где ему вручили ордена Красного Знамени, присвоили воинское звание «капитан» и назначили на должность помощника командира 31-го скоростного бомбардировочного полка, дислоцировавшегося в Смоленске. Долгие годы информация об участии советских лётчиков в Японо-китайской войне являлась государственной тайной. Лишь в середине 80-х годов XX века воспоминания участников боевых действий в Китае были опубликованы в сборнике «В небе Китая. 1937—1940». Среди опубликованных материалов и автобиографическая повесть Ф. И. Добыша «Курс на восток».

### Советско-финская война
В конце 30-х годов вернувшиеся из специальных государственных командировок военные специалисты пользовались особым доверием руководства РККА и быстро продвигались по служебной лестнице. Не стал исключением и капитан Добыш. Через три месяца после вступления в должность заместителя командира 31-го бомбардировочного авиационного полка Фёдор Иванович получил звание майора и был назначен командиром полка. 17 сентября 1939 года началась операция по вводу войск в Западную Украину и Западную Белоруссию. Формально 31-й скоростной бомбардировочный авиационный полк участия в операции не принимал, но 28 сентября он был переведён на аэродром Болбасово под Оршей, где «на всякий случай» два месяца находился в полной боевой готовности. 25 ноября полк вернулся на свой аэродром в Смоленск, но 30 ноября 1939 года началась Советско-финская война.

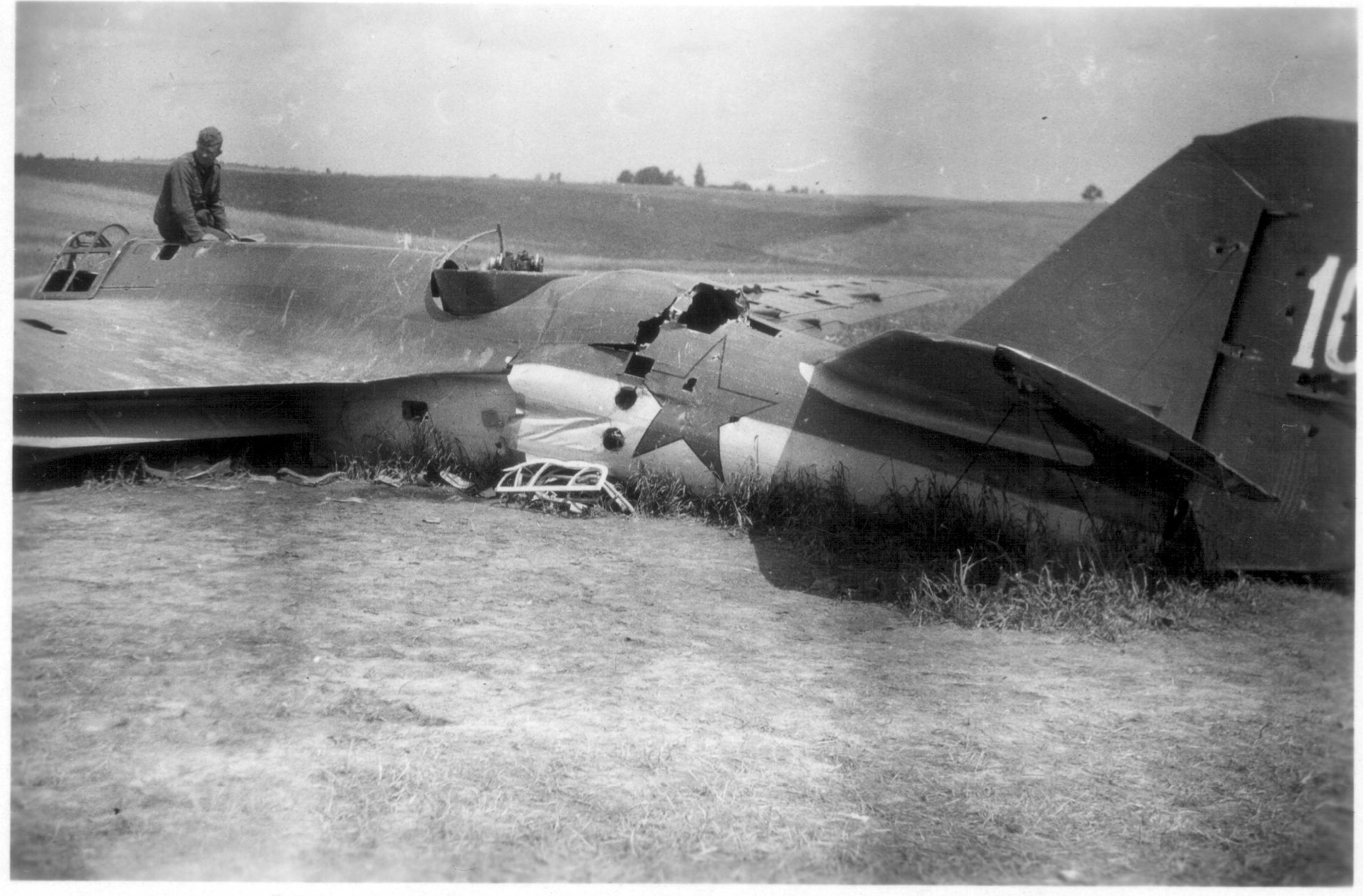
Сбитый финскими истребителями бомбардировщик СБ

Начало Зимней войны для Фёдора Ивановича оказалось неудачным. В конце декабря 1939 года его полк получил приказ следовать на аэродром Чернёво Калининской (ныне Псковской) области. Однако из-за плохих погодных условий с опозданием на сутки к месту дислокации прибыли с интервалом в три часа лишь сам командир полка и группа из 7 самолётов. Остальные бомбардировщики полка, застрявшие из-за погоды в Великих Луках, небольшими группами перелетали в Чернёво вплоть до середины января 1940 года. К моменту первого боевого вылета в распоряжении майора Ф. И. Добыша находилось только 36 экипажей.
5 января 1940 года 16-й скоростной бомбардировочной авиационной бригаде, в состав которой вошёл полк Ф. И. Добыша, предстояло нанести удар по городу Миккели, где располагался штаб финской армии. Однако сразу после взлёта при построении эскадрилий в боевой порядок столкнулись и упали на землю два самолёта. В ходе выполнения боевой задачи восемь СБ 1-й эскадрильи полка потеряли ориентировку и вместо намеченной цели нанесли удар по объектам в Пиексямяки. Ещё более тяжёлые последствия имел налёт 16-й авиабригады на военные объекты в Лаппеэнранта. В результате неправильно составленного маршрута возвращения бомбардировщики были перехвачены финскими истребителями, поднявшимися с лежащего прямо по курсу авиабригады аэродрома, и буквально расстреляны противником. И хотя основной удар пришёлся по 54-му полку, полк Добыша потерял две машины и ещё несколько получили различные повреждения. Фёдор Иванович получил несколько взысканий по партийной линии, но он умел быстро учиться на собственных ошибках. В дальнейшем полк действовал образцово. Нанося удары по укрепленным районам противника, его транспортным узлам, военно-промышленным, экономическим и политическим объектам, 31-й скоростной бомбардировочный авиационный полк майора Ф. И. Добыша в сложных метеоусловиях, сопровождавших финскую кампанию на всём протяжении, сбросил 11807 авиабомб и сбил в воздушных боях 17 финских истребителей. Майор Ф. И. Добыш неоднократно лично водил полк на выполнение боевых заданий. Небоевых потерь и авиационных катастроф полк до конца войны больше не имел. За умелое руководство вверенным ему подразделением после завершения Советско-финской войны Фёдор Иванович был награждён орденом Ленина и повышен в звании до подполковника.

### Великая Отечественная война
Великая Отечественная война застала подполковника Ф. И. Добыша в Латвии, куда 31-й скоростной бомбардировочный авиационный полк в составе 18-й скоростной бомбардировочной авиационной бригады был введён 2 июня 1940 года ещё до предъявления ультиматума правительству Латвийской Республики. Полк размещался на авиабазе Вайнёде, и перед войной вошёл в состав 6-й смешанной авиационной дивизии Прибалтийского особого военного округа. Полк имел на вооружении 60 бомбардировщиков СБ. 22 июня 1941 года материальная база 6-й смешанной авиационной дивизии была практически уничтожена на аэродромах. Подполковник Ф. И. Добыш оказался одним из немногих командиров, сумевших вывести своё подразделение из-под удара немецкой авиации. Действуя с первого дня войны в составе 7-й смешанной авиационной дивизии, 44 уцелевших бомбардировщика полка в первый месяц войны стали основной ударной силой ВВС Северо-Западного фронта. 22 июня 1941 года экипажи бомбардировщиков СБ 31-го скоростного бомбардировочного полка совершили 75 боевых вылетов на бомбардировку наступающих войск противника в районе Калварии. 23 июня 1941 года они уже бомбили колонну немецких войск у Таураге, а 24 июня 1941 года нанесли удар по немецкому городу Тильзиту в Восточной Пруссии. 4 июля 1941 года полк бомбил немецкие войска у Резекне.
К началу Великой Отечественной войны материальная база ВВС РККА сильно устарела и не соответствовала предъявляемым к ней требованиям. Бомбардировщики СБ уступали немецким самолётам по всем параметрам. Вынужденные действовать без прикрытия истребителей и штурмовиков, они становились лёгкой мишенью для пилотов Люфтваффе и зенитной артиллерии. 15 июля 1941 года сильно обескровленный и потерявший почти все самолёты 31-й скоростной бомбардировочный авиационный полк был выведен на перевооружение и переформирование. За короткое время лётчики полка вместе со своим командиром освоили не только новый бомбардировщик Пе-2, но и технику бомбометаний с пикирования. В течение всей войны Фёдор Иванович уделял этому приёму особое внимание. Овладев им в совершенстве, он требовал этого и от своих подчинённых. В полках дивизии, которой впоследствии командовал Ф. И. Добыш, даже образовались группы снайперов-пикировщиов, что позволяло использовать подразделения дивизии для уничтожения малоразмерных целей (преимущественно танков) и в ходе уличных боёв, где особенно требовалась точность ударов.
9 сентября 1941 года 31-й бомбардировочный авиационный полк, ставший пикирующим, был включён в состав 55-й смешанной авиационной дивизии Карельского фронта. 25 сентября 1941 года он был передан в состав 7-й отдельной армии и поддерживал её действия на медвежьегорском и кондопогском направлениях и в последующих оборонительных боях на реке Свирь. В первой декаде ноября полк подполковника Добыша был переброшен на тихвинское направление и поддерживал наступление войск Красной Армии в ходе Тихвинской стратегической наступательной операции, в результате которой противник был отброшен за Волхов. За отличие в Тихвинской операции приказом Народного комиссара обороны СССР № 350 от 06.12.1941 года 31-й пикирующий бомбардировочный авиационный полк был преобразован в 4-й гвардейский, а подполковник Ф. И. Добыш указом Президиума Верховного Совета СССР от 01.01.1942 года был награждён вторым орденом Ленина. После завершения Тихвинской операции полк вернулся в состав 7-й отдельной армии, продолжавшей удерживать позиции на рубеже реки Свирь. 24 января 1942 года Ф. И. Добышу было присвоено очередное воинское звание — гвардии полковник.
В июне 1942 года Ставка Верховного Главнокомандования принимает решение о формировании 1-го бомбардировочного авиационного корпуса в составе двух бомбардировочных авиационных дивизий. В августе того же года Фёдору Ивановичу было поручено формирование 263-й бомбардировочной авиационной дивизии, командиром которой он был официально назначен 14 сентября 1942 года. Формирование корпуса было завершено в октябре 1942 года и 20 октября он был включён в состав 3-й воздушной армии Калининского фронта. В ноябре — декабре 1942 года дивизия полковника Ф. И. Добыша участвовала в операции «Марс», а по её завершении включились в Великолукскую операцию, в ходе которой были освобождены Великие Луки. Полки дивизии Добыша в том числе участвовали и в уличных боях за город Великие Луки, а также штурме великолукской крепости, нанося точечные удары по узлам немецкой обороны. В середине января 1943 года 1-й бомбардировочный авиационный корпус был передан в состав 14-й воздушной армии Волховского фронта и принимал участие в операции «Искра». Прорыв блокады Ленинграда был достигнут в результате колоссального напряжения сил и ценой огромных потерь. Кавалер четырёх высших орденов СССР Ф. И. Добыш впоследствии особенно гордился скромной медалью «За оборону Ленинграда». 21 февраля 1943 года авиакорпус, в который входила дивизия Добыша, вошёл в состав 6-й воздушной армии Северо-Западного фронта и участвовал в боях под Демянском и Старой Руссой. 15 марта 1943 года подразделения дивизии Добыша нанесли удар по аэродрому Гривочки, где было уничтожено 15 самолётов Ю-88. Всего за период боевых действий на Калининском, Волховском и Северо-Западном фронтах 263-я бомбардировочная авиационная дивизия совершила 1036 самолёто-вылетов на бомбардировку скоплений войск противника, его переднего края обороны и военной инфраструктуры. На цели было сброшено 5420 тонн авиабомб, 1141000 единиц агитационных материалов. Дивизией уничтожено, сожжено и разрушено 69 танков, 186 автомобилей с войсками и грузами, 32 склада с боеприпасами и горюче-смазочными материалами, 10 батарей полевой артиллерии, 4 батареи зенитной артиллерии, 1 железнодорожный эшелон, один железнодорожный мост и до двух полков пехоты противника. В воздушных боях был сбит 21 немецкий самолёт и ещё 20 было уничтожено на аэродромах. За указанный отрезок времени 62 лётчика подразделения были награждены высокими правительственными наградами. Полковник Ф. И. Добыш неоднократно лично водил подразделения дивизии в бой, совершив 107 боевых вылетов. Приказом НКО СССР № 128 от 18.03.1943 года 263-я бомбардировочная авиационная дивизия была преобразована в 1-ю гвардейскую.
В апреле 1943 года 1-й бомбардировочный корпус был выведен на аэродром Бутурлиновка у города Бутурлиновка Воронежской области. Корпус формально был включён в состав 2-й воздушной армии, но до начала сражения на Курской дуге находился в резерве Воронежского фронта. 1-я гвардейская бомбардировочная авиационная дивизия полковника Добыша на 50 % была доукомплектована молодыми и не имевшими опыта полётов на Пе-2 лётчиками. В течение апреля, мая и июня 1943 года Фёдор Иванович провёл в дивизии большую учебную работу. Подразделения дивизии совершили 2927 учебных полётов с общим налётом 1628 часов. Результаты обучения стали видны во время Курской битвы, в ходе которой лётчики дивизии, совершив 1030 боевых вылетов, уничтожили 47 танков, 432 автомашины с военными грузами, 16 складов с боеприпасами и топливом, 13 артиллерийских батарей, подавили 41 огневую точку, повредили 6 эшелонов, разрушили 146 строений. 3 августа 1943 года авиакорпус, в который входила дивизия Добыша, был передан в состав 5-й воздушной армии Степного (с 20 октября 1943 года — 2-го Украинского) фронта и поддерживал наступление войск Красной Армии в ходе Белгородско-Харьковской и Полтавско-Кременчугской операций. Совершив 685 боевых вылетов и сбросив на объекты противника и скопления его войск 450 тонн авиабомб, полки 1-й гвардейской бомбардировочной авиационной дивизии обеспечили быстрые темпы наступления подразделений фронта, способствовали освобождению Белгорода, Харькова, Полтавы и Кременчуга, форсированию Днепра, успеху в боях за удержание и расширение плацдармов, прорыву Восточного вала. 1-й бомбардировочный авиационный корпус (с 5 февраля 1944 года — 2-й гвардейский) до начала июля 1944 года участвовал во всех операциях 2-го Украинского фронта (Пятихатская, Знаменская, Кировоградская, Корсунь-Шевченковская и Уманско-Ботошанская операции). 1-я гвардейская бомбардировочная авиационная дивизия участвовала в освобождении Александрии, Знаменки, Кировограда, Звенигородки, Корсунь-Шевченковского и Умани. Массовый героизм лётчики дивизии проявили при освобождении Кировограда, за что дивизии 9 января 1944 года было присвоено почётное наименование «Кировоградская». Всего за время пребывания в составе Степного и 2-го Украинского фронтов (с 03.08.1943 года по 06.07.1944 года) дивизия полковника Ф. И. Добыша произвела 4445 успешных самолёто-вылетов и сбросила на цели 2668 тонн бомбового груза. В результате было уничтожено и повреждено: 191 танк, 1041 автомашина, 67 орудий различного калибра, 214 вагонов, 8 железнодорожных эшелонов, 5 мостов, 35 складов с боеприпасами и ГСМ, подавлен огонь 39 миномётных и зенитных батарей. Потери противника в живой силе составили 1430 человек убитыми. В воздушных боях экипажи дивизии сбили 109 вражеских самолётов. Полковник Ф. И. Добыш за этот период совершил 44 боевых вылета.
6 июля 1944 года 2-й гвардейский бомбардировочный авиационный корпус (26 декабря 1944 года переименован в 6-й гвардейский бомбардировочный авиационный корпус) был переброшен на 1-й Украинский фронт и включён в состав 2-й воздушной армии. С 14 июля 1944 года подразделения корпуса участвовали в Львовско-Сандомирской операции, а в августе 1944 года — в Ясско-Кишинёвской операции, в ходе которой оказывали содействие войскам 2-го Украинского фронта при освобождении города Яссы. В январе — марте 1945 года корпус поддерживал действия 1-го Украинского фронта фронта в ходе Сандомирско-Силезской, Нижне-Силезской и Верхне-Силезской операций. В его составе 1-я гвардейская бомбардировочная авиационная дивизия под командованием полковника Ф. И. Добыша принимала участие в освобождении южных районов Польши, Силезского промышленного района, ликвидации окружённых группировок противника под Оппельном и в Бреслау, обеспечивала форсирование наземными частями реки Одер. Всего к середине апреля 1945 года дивизией совершено 7672 боевых самолёто-вылета, сброшено 6420 тонн авиабомб. Фёдор Иванович к этому времени совершил около 170 боевых вылетов, из которых 64 — в должности командира дивизии.
16 апреля 1945 года «за отличное руководство дивизией и достигнутые успехи в деле повышения эффективности бомбометания, за внедрение новшества, за мужество, отвагу и геройство, проявленные в боях с немецкими захватчиками и лично совершённые боевые вылеты» комдив Добыш был представлен командиром 6-го гвардейского бомбардировочного авиационного корпуса полковником Д. Т. Никишиным к званию Героя Советского Союза, данное представление поддержал командующий 2-й воздушной армии генерал-полковник авиации С. А. Красовский, однако вышестоящее командование понизило статус награды до ордена Суворова 2-й степени.
На завершающем этапе войны дивизия Добыша участвовала в Берлинской операции и штурме Берлина. Боевой путь дивизии завершился 11 мая в небе Чехословакии в ходе Пражской операции.
За время войны комдив Добыш был четыре раза упомянут в благодарственных приказах Верховного Главнокомандующего.
24 июня 1945 года полковник Ф. И. Добыш возглавлял сводную колонну лётчиков 1-го Украинского фронта на параде Победы на Красной площади в Москве.

### Послевоенная карьера

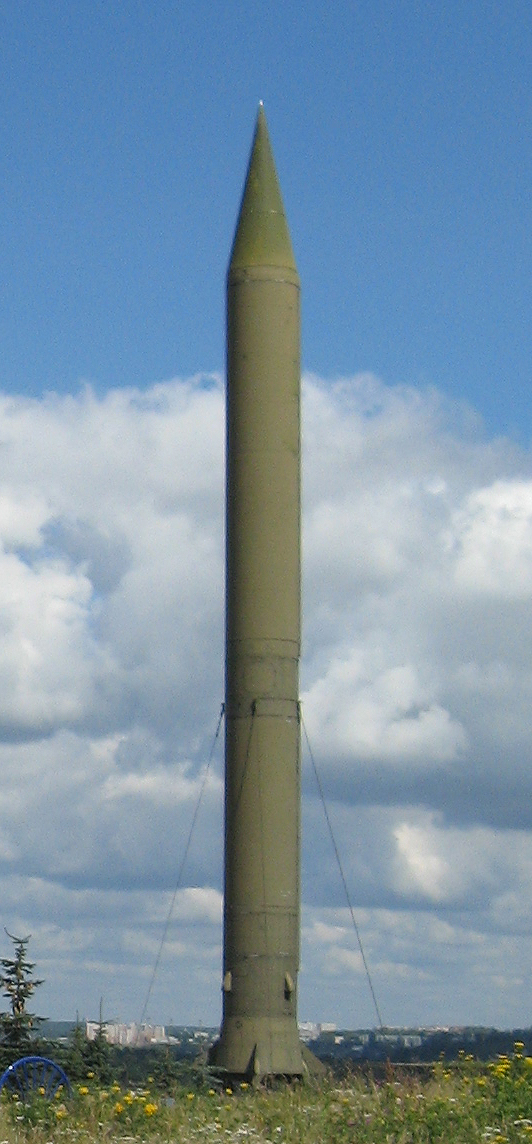
Ракета Р-12 «Двина»

1 марта 1946 года Ф. И. Добышу было присвоено звание генерал-майор авиации, и Фёдор Иванович получил назначение на должность командира 5-м штурмового авиационного корпуса. Затем была учёба в Высшей военной академии имени К. Е. Ворошилова, которую он окончил в 1951 году. С октября 1951 Фёдор Иванович занимал должность помощника командующего 57-й воздушной армией, а с марта 1952 года — заместителя командующего 24-й воздушной армией. В декабре 1955 года генерал-майор Ф. И. Добыш был назначен командующим 50-й воздушной армии дальней авиации — первой и на тот момент единственной в СССР части стратегического назначения. В состав армии входила 160-я тяжёлая бомбардировочная авиационная дивизия, включавшая 402-й и 291-й тяжелые бомбардировочные авиационные полки, вооружённые стратегическими бомбардировщиками Ту-4А. Фёдор Иванович уже был непосредственным руководителем процесса переформирования 45-й авиационной дивизии дальнего действия в 45-ю тяжёлую бомбардировочную авиационную дивизию, которая была оснащена стратегическими бомбардировщиками Ту-16А и также вошла в состав 50-й воздушной армии. 26 ноября 1956 года Ф. И. Добышу было присвоено и очередное воинское звание — генерал-лейтенант авиации. Именно Фёдору Ивановичу в 1958 году было поручено формирование в авиационных частях стратегического назначения первых ракетных соединений. К концу года генерал-лейтенантом Ф. И. Добышем было сформировано 5 ракетных полков, вооружённых баллистическими ракетами Р-2. Ещё 3 полка были переданы в состав 50-й воздушной армии из других частей. 17 декабря 1959 года на заседании Совета министров СССР было принято решение о создании ракетных войск стратегического назначения (РВСН). Формирование первой ракетной армии предполагалось осуществить на базе 50-й воздушной армии генерал-лейтенанта Ф. И. Добыша. К моменту официального создания ракетных войск стратегического назначения Фёдором Ивановичем было сформировано 7 дивизий в составе 33-х ракетных полков, оснащенных ракетами средней дальности Р-5М и Р-12. 22 ноября 1960 года приказом министра обороны № 0031 генерал-лейтенант Добыш Фёдор Иванович был официально назначен командующим 50-й Смоленской ракетной армией.
27 апреля 1962 года Фёдору Ивановичу было присвоено воинское звание генерал-полковника.
Фёдор Иванович Добыш внёс огромный вклад в становление и развитие РВСН. Под его руководством была развёрнута западная стратегическая группировка ракет средней дальности. Подразделения его армии дислоцировались в Прибалтике, Белоруссии, на территории Калининградской, Псковской, Ленинградской и Мурманской областей и к 1963 году имели на вооружении 351 пусковую установку ракет Р-12, Р-14 и Р-5М. Подразделения армии как наиболее подготовленные участвовали в операции «Тюльпан», в ходе которой было осуществлено (6 и 8 сентября 1962 года) два учебно-боевых пуска ракет средней дальности с ядерными боеголовками из района Читы по полигону на Новой Земле, и операции «Анадырь», в ходе которой осуществлялась доставка и развёртывание ракет средней дальности на территории Кубы. Большое внимание Фёдор Иванович уделял воспитанию офицеров-ракетчиков, совершенствованию их боевой выучки. Только за период с 1965 по 1968 год подразделения 50-й ракетной армии провели на полигоне Капустин Яр 175 успешных учебно-боевых пусков ракет Р-12 и Р-14. Армии генерал-полковника Добыша доверялось проводить испытания новейшего ракетного вооружения, в том числе и первых подвижных ракетных комплексов 15П696, вооружённых ракетами РТ-15. Здесь внедрялась первая система автоматизированного управления ракетными частями «Сигнал». В 1970 году генерал-полковник Ф. И. Добыш осуществил постановку на боевое дежурство тяжёлых межконтинентальных баллистических ракет УР-100 и Р-16.
Являясь с 1955 года комендантом смоленского гарнизона, Фёдор Иванович уделял большое внимание послевоенному восстановлению города Смоленска. Вёл он и активную общественно-политическую работу. Неоднократно Ф. И. Добыш избирался депутатом Смоленского областного Совета народных депутатов, членом бюро обкома КПСС, делегатом трех съездов КПСС и депутатом Верховного Совета РСФСР трех созывов от Смоленской области. 13 июля 1972 года генерал-полковник Ф. И. Добыш вышел в отставку. Жил в Москве. 29 ноября 1980 года Фёдор Иванович скончался. Похоронен на Кунцевском кладбище столицы.

## Награды

Мемориальная доска Добышу в Смоленске

- Орден Ленина — четырежды (07.04.1940; 01.01.1942; 1954[5]; 1966).
- Орден Красного Знамени — четырежды (05.03.1938; 23.08.1943; 1949[5]; 1971).
- Орден Суворова 2-й степени (31.05.1945).
- Орден Кутузова 2-й степени (23.09.1944).
- Орден Отечественной войны 1-й степени (23.03.1943).
- Орден Красной Звезды (03.11.1944)[5].
- Медали, в том числе:

медаль «За оборону Ленинграда».
- Иностранные ордена.

## Память
- Мемориальная доска в честь Ф. И. Добыша установлена в Смоленске по адресу: ул. Пржевальского, 6/25.
- Именем Ф. И. Добыша названа улица в Заднепровском районе Смоленска.

## Документы
- Общедоступный электронный банк документов «Подвиг Народа в Великой Отечественной войне 1941—1945 гг.» Архивировано 13 марта 2012 года. № в базе данных 2030033. Архивировано 12 декабря 2012 года., 22554813. Архивировано 12 декабря 2012 года., 46776788. Архивировано 12 декабря 2012 года., 150208293. Архивировано 12 декабря 2012 года., 46777006. Архивировано 12 декабря 2012 года., 18971030. Архивировано 12 декабря 2012 года., 45975113. Архивировано 12 декабря 2012 года.

Служебные документы
Справка на полковника Ф.И. Добыша (стр. 1)
Справка на полковника Ф.И. Добыша (стр. 2)